# 英國廣播公司娛樂台
BBC Entertainment（新加坡等地區譯為英國廣播公司娛樂台）是英國廣播公司（BBC）旗下的娛樂頻道，所有者為英国广播公司商业分支。

## 外部連結
- BBC Entertainment官方網頁 （页面存档备份，存于）